# Plaridel (Misamis Occidental)
Plaridel is een gemeente in de Filipijnse provincie Misamis Occidental op het eiland Mindanao. Bij de laatste census in 2007 had de gemeente ruim 33 duizend inwoners.

## Geografie

### Bestuurlijke indeling
Plaridel is onderverdeeld in de volgende 33 barangays:
| - Agunod - Bato - Buena Voluntad - Calaca-an - Cartagena Proper - Catarman - Cebulin - Clarin - Danao - Deboloc - Divisoria | - Eastern Looc - Ilisan - Katipunan - Kauswagan - Lao Proper - Lao Santa Cruz - Looc Proper - Mamanga Daku - Mamanga Gamay - Mangidkid - New Cartagena | - New Look - Northern Poblacion - Panalsalan - Puntod - Quirino - Santa Cruz - Southern Looc - Southern Poblacion - Tipolo - Unidos - Usocan |

## Demografie
Plaridel had bij de census van 2007 een inwoneraantal van 33.073 mensen. Dit zijn 3.794 mensen (13,0%) meer dan bij de vorige census van 2000. De gemiddelde jaarlijkse groei komt daarmee uit op 1,69%, hetgeen lager is dan het landelijk jaarlijks gemiddelde over deze periode (2,04%). Vergeleken met de census van 1995 is het aantal mensen met 3.939 (13,5%) toegenomen.

De bevolkingsdichtheid van Plaridel was ten tijde van de laatste census, met 33.073 inwoners op 80 km², 413,4 mensen per km².